# Besleria princeps
Besleria princeps är en tvåhjärtbladig växtart som beskrevs av Johannes von Hanstein. Besleria princeps ingår i släktet Besleria och familjen Gesneriaceae. Inga underarter finns listade i Catalogue of Life.